# Frenchie Shore
Frenchie Shore är en fransk reality-tv-serie som sänds på MTV France och Paramount+. Serien hade premiär den 11 november 2023. Det är den franska varianten av den amerikanska showen Jersey Shore. Serien följer det dagliga livet för tio kompisar som bor tillsammans i ett hus i flera veckor.

## Produktion
I februari 2022 tillkännagav Paramount Global en ny uppsättning oskriptade tv-serier och förnyelser för MTV Entertainment Studios som inkluderade sju nya versioner av Shore-franchisen.
Den första säsongen bekräftades den 12 oktober 2023. Serien spelades in i ett hus i staden Cap d'Agde i Hérault, i departementet Occitanien, i södra Frankrike.

## Rollbesättning
- Enzo
- Iris
- Julie Bacha
- Kara
- Melvin Proix
- Nicolas Fouille
- Ouryel
- Pépita
- Théo
- Tristan Jouve